# Parafia Świętej Rodziny w Karolinie
Parafia Świętej Rodziny w Karolinie – parafia rzymskokatolicka, znajdująca się w diecezji ełckiej, w dekanacie Sejny.